# Antiparkinsonik
Antiparkinsonik (lek protiv Parkinsonove bolesti) je tip leka koji je namenjen lečenju i olakšavanju simptoma Parkinsonove bolesti (PD) ili Parkinsonizma. Većina agenasa ove klase deluje bilo putem povećanja aktivnosti dopamina ili umanjenja aktivnosti acetilholina u centralnom nervnom sistemu.
Parkinsonova bolest je progresivno oboljenje koje se karakteriše poremećajima pokretljivosti. Glavni simptomi su: tremor u mirovanju, koji se najčešće prvo javlja na rukama, rigiditet mišića i usporenost voljnih pokreta, a često je i praćeno razvojem demencije. Najčešće je idiopatskog (nepoznatog) porekla, ali može biti i posledica šloga, virusnih infekcija ili može biti izazvana lekovima koji smanjuju količinu [dopamin]a u CNS-u. Poremećena je ravnoteža koncentracije dopamina i acetilholina pri čemu nedostaje dopamin, a acetilholina ima u višku.
S obzirom da je koncentracija acetilholina povišena, a dopamina smanjena, u lečenju Parkinsonove bolesti se koriste:
- lekovi za povećanje koncentracije dopamina: L-dopa, dopaminergički agonisti ili lekovi koji oslobađaju dopamin
- smanjenjem koncentracije acetilholina: antagonisti acetilholina.

## Levodopa
Levodopa je lek prvog izbora, gotovo uvek se kombinuje sa inhibitorima dopa dekarboksilaze u perifernim tkivima ili sa karbidopom ili sa benzerazidom, čime se oko 10 puta smanjuje terapijska doza i redukuju periferna neželjena dejstva leka. Kombinovana primena levodope sa inhibitorima COMT kao što je entakapon, s ciljem inhibicije razgradnje leka, pokazala se klinički efikasnom.
Dobro se resorbuje u tankom crevu, poluvreme eliminacije leka iz plazme je oko 2 sata. Levodopa u početku terapije čak kod 80% bolesnika značajno popravlja rigiditet i hipokineziju, a kod 20% bolesnika oporavak motornih funkcija je kompletan. Tokom lečenja efikasnost levodope se smanjuje. Oralna primena levodope produžava očekivani životni vek bolesnika, verovatno zbog popravljanja motorne funkcije.
Kod većine bolesnika tokom prve dve godine primene levodope javljaju se nevoljni pokreti (diskinezije). Najčešće se javljaju nevoljni pokreti lica i ekstremiteta i mogu da budu veoma izraženi. Drugo neželjeno dejstvo je on-of (uključeno-isključeno) fenomen. Dešava se da fazu normalne pokretljivosti iznenada smeni izražena hipokinezija i rigiditet u trajanju od nekoliko minuta do nekoliko sati, da bi zatim opet bolesnik ušao u fazu normalne pokretljivosti.
Osim navedenih dejstava hroničnog toka, levodopa izaziva i neke akutne neželjene efekte tokom prve nedelje lečenja. Najvažnija su mučnina i povraćanje, hipotenzija, sindrom sličan shizofreniji sa deluzijama i halucinacijama, javljaju se i konfuzija, dezorijentacija, nesanica ili noćne more.

## Ropinirol
Ropinirol je noviji antiparkinsonik. Deluje tako da stimuliše |dopaminergične receptore u mozgu, tj. menja dopamin u obavljanju njegove funkcije. On se može koristiti kao početna terapija Parkinsonove bolesti, a takođe se može koristiti u kombinaciji sa preparatima levodope.

## Amantadin
Amantadin povećava oslobađanje dopamina, inhibira njegovo preuzimanje ili deluje direktno na dopaminske receptore. Efikasnost amantadina je manja od efikasnosti levodope ili bromokriptina. Neželjena dejstva su po tipu veoma slična, ali značajno slabija od onih koje viđamo u primeni levodope.

## Agonisti dopaminskih receptora
Bromokriptin, derivat alkaloida ražene glavice potentni je agonist na nivou dopaminskih receptora u CNS-u. Poluvreme eliminacije bromokriptina iznosi 6-8 sati, te je njegovo dejstvo duže od levodope i ne primenjuje se tako često. Apomorfin, primenjen supkutano ili putem pumpe takođe se koristi u terapiji Parkinsonove bolesti. Drugi agonisti dopaminskih receptora koji se koriste su lisurid, pergolid i pramipeksol.

## Biperiden
Biperiden je antiparkinsonik iz grupe antiholinergičkih lekova. Blokator je acetilholinskih receptora sa većim afinitetom za one M1 tipa.
Biperiden se ne koristi samo za lečenje Parkinsonove bolesti nego i za suzbijanje simptoma Parkinsonove bolesti koji se javljaju kod terapije antipsihoticima. Takođe, injekcija biperidena predstavlja antidot kod trovanja nervnim bojnim otrovima organofosfornog tipa.
Biperiden se koristi kao doping u sportu i to kod sportova gde je važna preciznost i mirnoća ruke (streljaštvo).

## Registrovani lekovi
- triheksifenidil – Artane (Hemofarm Srbija),
- biperiden – Mendilex (Alkaloid Makedonija),
- levodopa, benzerazid – Madopar (Galenika Srbija), Madopar (Hofman la Roš Švajcarska)
- levodopa, karbidopa, entakapon – Stalevo (Orion Corporation Orion Pharma Finska),
- amantadin – Pk-Mery (Merz Farma Nemačka),
- bromokriptin – Bromokriptin (Zdravlje Srbija),
- ropinirol – Requip (GlaksoSmitKlajn UK Velika Britanija),
- pramipeksol – Mirapexin (Pharmacia Enterprises S.A. Belgija),
- kabergolin – Cabaser (Pharmacia Enterprises S.A. Belgija),
- entakapon - Comptan (Novartis Švajcarska).